# Sekarwangi (Malangbong)
Sekarwangi is een bestuurslaag in het regentschap Garut van de provincie West-Java, Indonesië. Sekarwangi telt 4776 inwoners (volkstelling 2010).